# 스티븐 오라일리
스티븐 오라일리(Stephen O'Reilly, 1973년 7월 10일 ~ )는 미국의 배우, 영화배우, 가수, 기타 연주자이다.
보스턴에서 태어났다.

## 영화
- 내니 다이어리 (2007년)
- 인투 더 파이어 (2005년)
- 내 남자친구는 왕자님 (2004년) - 마이크 모건 역
- 마이 리틀 아이 (2002년)